# Ameixoeira (Metro de Lisboa)
Ameixoeira es una estación del Metro de Lisboa. Se sitúa en el municipio de Lisboa, entre las estaciones de Senhor Roubado y Lumiar de la Línea Amarilla. Fue inaugurada el 27 de marzo de 2004 junto con las estaciones de Odivelas, Senhor Roubado, Lumiar y Quinta das Conchas, en el ámbito de la expansión de esta línea a la zona de Odivelas, ya fuera de los límites de jurisdicción de la ciudad de Lisboa.
Esta estación se ubica en Azinhaga da Cidade, junto a la confluencia con Rua Vitorino Nemésio. El proyecto arquitectónico es de la autoría del arquitecto Robert Mac Fadden y las intervenciones plásticas de la escultora Irene Buarque. A semejanza de las estaciones más recientes, está equipada para poder atender a pasajeros con movilidad reducida; varios ascensores facilitan el acceso al andén.